# Parafia św. Jakuba Apostoła w Probołowicach
Parafia świętego Jakuba Apostoła w Probołowicach — parafia rzymskokatolicka, znajdująca się w diecezji kieleckiej, w dekanacie wiślickim.